# Gieorgij Kietojew
Gieorgij Ważajewicz Kietojew, ros. Георгий Важаевич Кетоев  (ur. 19 listopada 1985 w Tbilisi) – rosyjski, a od 2016 roku ormiański zapaśnik w stylu wolnym, brązowy medalista olimpijski, mistrz świata, mistrz Europy.
Brązowy medalista igrzysk olimpijskich w Pekinie w 2008 roku w kategorii do 84 kg.
Na igrzyskach w Rio de Janeiro zajął czternaste miejsce w wadze 97 kg.
Złoty medalista mistrzostw świata w 2007 roku z Baku w kategorii do 84 kg, a trzeci w 2017 w Paryżu.
Mistrz Europy w 2007 i 2008 roku oraz wicemistrz z 2009 roku.
Pierwszy w Pucharze Świata w 2006, 2007 i 2011; drugi w 2005; trzeci w 2010 i pierwszy w drużynie w 2008. Wojskowy mistrz świata w 2006. Mistrz świata juniorów w 2005 i Europy w 2004 roku.
Mistrz Rosji w 2008 i trzeci w 2009 roku.